# Ba Tiêu Huệ Thanh
Ba Tiêu Huệ Thanh (tiếng Trung: 芭蕉慧清, tiếng Nhật: Bashō Esei) là một thiền sư Trung Hoa sống vào thế kỷ 10, thuộc đời pháp thứ 04 tông Quy Ngưỡng, nối pháp Thiền sư Nam Tháp Quang Dũng. Sư vốn là người gốc Triều Tiên vì mong muốn cầu đạo nên sang Trung Quốc học đạo. Năm 28 tuổi, sư đến yết kiến Nam Tháp Quang Dũng và được ấn khả. Sau sư truyền pháp ở Ba Tiêu Sơn (芭蕉山), thuộc Dĩnh Châu (郢州), tỉnh Hồ Bắc và đồ chúng đến học Thiền rất đông. Sau sư viên tịch tại đây.
Sư có 04 đệ tử đắc pháp trong đó 02 vị hàng đầu là: 
1. Hương Dương Thanh Nhượng (910-980)
2. Pháp Mãn U Cốc (?-?)

Sư có để lại nhiều công án thiền nổi tiếng trong đó một công án được Thiền Sư Huệ Khai xếp vào công án thứ 44 trong tập Vô Môn Quan.

## Công Án thứ 44 -Vô Môn Quan
| “ | Hòa thượng Ba Tiêu bảo đại chúng: "Nếu các ông có gậy, tôi sẽ cho các ông gậy, nếu các ông không có gậy, tôi sẽ đoạt gậy của các ông." | ” |

Lời bình của Thiền Sư Huệ Khai:
"Gậy giúp đỡ khi cầu gẫy để đi qua lạch, là bạn khi đi trên đường làng không trăng. Nếu gọi là cây gậy thì các ông sẽ vào địa ngục nhanh như tên bắn."
Kệ tụng:
諸 方 深 與 淺 
Chư phương thâm dữ thiển 
都 在 掌 握 中 
Đô tại chưởng ác trung 
橕 天 並 拄 地 
Sanh thiên tịnh trụ địa 
隋 處 振 宗 風 
Tùy xứ chấn tông phong.
Dịch:
Bốn phương sâu và cạn 
Đều tại bàn tay thôi 
Đầu đội trời đạp đất 
Tông phong vang khắp nơi.